# Danish Metal Awards
Danish Metal Awards, ofte forkortet DMeA, var en dansk prisuddeling inden for metalmusik, der blev uddelt fem gange fra år 2005 indtil opløsningen af foreningen i juni 2010. Den blev afholdt i Amager Bio. Værten til prisuddelingerne fra 2005-2008 har været Carsten Holm, der normalt er radiovært på DRs P3. I 2009 var Camilla Jane Lea fra P3 og Max Christensen fra Pilgrimz værter.
Kategorien "Året liveband" blev afgjort ved afstemning på prisuddelingens hjemmeside. Prisuddelingen 2007 blev efterfølgende vist på musikkanalen MTV.
I 2009 fik vinderen af "Årets debut" automatisk en koncert til metalfestivallen Copenhell.
De to gruppe Volbeat og Hatesphere er de mest vindende bands ved prisuddelingen, og har modtaget i alt fem priser hver, og begge har modtaget prisen for "Bedste album" to gange. Volbeat har været nomineret 15 gange til forskellige priser, og dermed det mest nominerede band mens Hatesphere sammenlagt blev nomineret 11 gange til forskellige priser.

## Vindere

### 2005
| Kategori                    | Vinder                                                                     |
| --------------------------- | -------------------------------------------------------------------------- |
| Bedste album                | Hatesphere - The Sickness Within                                           |
| Årets debut                 | Volbeat - The Strength/The Sound/The Songs                                 |
| Bedste internationale album | Soilwork - Stabbing the Drama                                              |
| Årets liveband              | As We Fight                                                                |
| Talentprisen                | Slow Death Factory                                                         |
| Bedste produktion           | Tue Madsen, Tommy Hansen, Jacob Hansen og Hatesphere - The Sickness Within |
| Bedste musikvideo           | Mnemic - "Door 2.12"                                                       |
| Bedste albumcover           | Barcode - Showdown                                                         |
| Bedste website              | The Psyke Project                                                          |

### 2006
| Kategori                    | Vinder                                    | Nominerede |
| --------------------------- | ----------------------------------------- | --- |
| Bedste album                | Mercenary – The Hours That Remain         | - Illdisposed – Burn Me Wicked - Raunchy – Death Pop Romance - Saturnis – Veronika Decides to Die                           |
| Årets debut                 | Submission – Failure to Perfection        | - Aloop – Global Crisis - Ureas – The Naked Truth - The Arcane Order – The Machinery of Oblivion                            |
| Bedste internationale album | Satyricon – Now, Diabolical               | - In Flames – Come Clarity - Mastodon – Blood Mountain - Tool – 10.000 Days                                                 |
| Årets liveband              | Volbeat                                   | - As We Fight - The Downward Candidate - Hatesphere - Illdisposed - Koldbor - Metled - Mnemic - The Psyke Project - Raunchy |
| Talentprisen                | Frameless Scar                            | - The Downward Candidate - The Pickup - Dawn of Demise - Nurse                                                              |
| Bedste produktion           | Tue Madsen for Raunchys Death Pop Romance | - Illdisposed – Burn Me Wicked - Mercenary – The Hours That Remain - Saturnus – Veronika Decides To Die                     |
| Bedste nummer               | Submission – "Deathride to Escape"        | - Mercenary – "Redefine Me" - Raunchy – "Phantoms" - Saturnus – "Pretend"                                                   |
| Bedste albumcover           | Raunchy – Death Pop Romance               | - Illdisposed - Mercenary - Saturnus                                                                                        |
| Æresprisen                  | Mercyful Fate                             | |

### 2007
Evil Masquerade, Mnemic, Volbeat og Soilwork optrådte.
| Kategori                    | Vinder                                     | Nominerede |
| --------------------------- | ------------------------------------------ | --- |
| Bedste album                | Volbeat - Rock The Rebel / Metal The Devil | - Anubis Gate - Andromeda Unchained - Hatesphere - Serpent Smiles and Killer Eyes - The Psyke Projekt - Apnea - Mnemic - Passenger                                                                   |
| Årets debut                 | Pitchblack - The Devilty                   | - Downlord - Random Dictionary of the Damned - Boil - Vessel - Spectral Moruary - From Hate Incarnated                                                                                               |
| Bedste internationale album | Machine Head - The Blackening              | - Down - Over the Under - Deftones Saturday Night Wrist - Type O Negative - Dead Again - Neurosis - Given to the Rising                                                                              |
| Årets liveband              | Dawn of Demise                             | |
| Talentprisen                | Hatesphere                                 | |
| Bedste produktion           | Ukendt                                     | - Anubis Gate - Andromeda Unchained - Volbeat - Rock the Rebel / Metal the Devil - Hatesphere - Serpent Smiles and Killer Eyes - The Psyke Project - Apnea - Mnemic - Passenger                      |
| Bedste musikvideo           | Ukendt                                     | - As We Fight - "Annihilation" - Hatesphere - "Drinking with the King of the Dead" - Mercenary - "My World Is Ending" - The Psyke Project - "I Get Paralyzed" - Volbeat - "Radio Girl"               |
| Bedste albumcover           | Anubis Gate - Andromeda Unchained          | - Wuthering Heights - The Shadow Cabinet - Anubis Gate - Andromeda Unchained - Compos Mentis - Gehennesis - Volbeat - Rock the Rebel / Metal the Devil - Hatesphere - Serpent Smiles and Killer Eyes |

### 2008
Svartsot, The Arcane Order og Carcass optrådte.
| Kategori                    | Vinder                                                      | Nominerede |
| --------------------------- | ----------------------------------------------------------- | --- |
| Bedste album                | Volbeat - Guitar Gangsters & Cadillac Blood                 | - Dawn of Demise - Hate Takes Its Form - Mercenary - Architect of Lies - Raunchy - Wasteland Discotheque - Scamp - Mirror Faced Mentality                                                                                    |
| Årets debut                 | Scamp - Mirror Faced Mentality                              | - Dawn of Demise - Hate Takes Its Form - Last Mile - Last Mile - Pilgrimz - Boar Riders - The Burning - Storm the Walls |
| Bedste internationale album | Metallica - Death Magnetic                                  | - Opeth - Watershed - Primordial - To the Nameless Dead - Slipknot - All Hope Is Gone - Testament- The Formation of Damnation                                                                                                |
| Årets liveband              | The Burning                                                 | |
| Talentprisen                | Crocell - Promo 2008                                        | - Hear The Fear - My Fear - Fiji - Cold Beers and Bleeding Ears - By the Patient - The Carcass Monologue - The Interbeing - Perceptual Confusion                                                                             |
| Bedste produktion           | Jacob Hansen og Volbeat - Guitar Gangsters & Cadillac Blood | - Jacob Hansen - Hate Takes Its Form (Dawn of Demise) - Jacob Hansen - Architect of Lies (Mercenary) - Jacob Hansen - Wasteland Discotheque (Raunchy) - Tue Madsen - Mirror Faced Mentality (Scamp)                          |
| Bedste musikvideo           | Pilgrimz/Andreas Krohn - "Shake-A-Feather"                  | - Last Mile / Division666 - "Another Sinking Ship" - Mercenary / Morten Madsen - "Isolation [The Loneliness in December]" - Mevãdio / Stinus Vithner - "Abusers Manual" - Volbeat / Claus Vedel - "Maybellene i Hofteholder" |
| Bedste albumcover           | Christof Kather - Last Mile (Last Mile)                     | - Niklas Sundin - Architect of Lies (Mercenary) - Kim Orneborg - Piercing Random Lies (Mugshot) - Dan Seagrave - Feral Creation (Thorium) - Karsten Sand - Guitar Gangsters & Cadillac Blood (Volbeat)                       |

### 2009
Artillery, Mnemic, The Burning og Meshuggah optrådte.
| Kategori                    | Vinder                                    | Nominerede |
| --------------------------- | ----------------------------------------- | --- |
| Bedste album                | Hatesphere - To The Nines                 | - The Burning - Rewakening - The Psyke Projekt - Dead Storm - Artillery - When Death Comes - Anubis Gate - The Detachted                                                                      |
| Årets debut                 | Supercharger - Handgrenade Blues          | - Kellermensch - Kellermensch - The Cleansing - Poisoned Legacy - Crocell - The God We Drowned - Nightlight - Funeral Love                                                                    |
| Bedste internationale album | Mastodon - Crack the Skye                 | - Gojira - The Way of All Flesh - The Haunted - Versus - Heaven & Hell - The Devil You Know - Satyricon - The Age of Nero                                                                     |
| The Jack (publikumspris)    | StaRRats                                  | |
| Talentprisen                | Scarred By Beauty - We Swim               | - Dødning - Dødning - Rising - Rising - Sepulchrum - A Sepulchral Theme - Vira - Re-Design |
| Bedste produktion           | Jacob Hansen - The Detached (Anubis Gate) | - Fredrik Nordström og Henrik Udd - Dead Storm (The Psyke Projekt) - Tue Madsen - To the Nines (Hatesphere) - Ecmortem - Funeral Phantoms - Kristian Kohle Bonifer - Rewakening (The Burning) |
| Bedste musikvideo           | Hatespheres - "To The Nines"              | - Raunchy - "Warriors" - Volbeat - "We" - The Bruning - "Eight Legged Omen" - The Psyke Projekt - "Winter"                                                                                    |
| Bedste albumcover           | The Psyke Project - Dead Storm            | - The Burning - Rewakening - Konkhra - Nothing Is Sacred - Anubis Gate - The Detachted - Crocell - The God We Drowned                                                                         |
| Æresprisen                  | D-A-D                                     | |